# Dawidgródek
Dawidgródek (biał. Давыд-Гарадок) – miasto na Białorusi, w obwodzie brzeskim, w rejonie stolińskim; do 1945 w Polsce, w województwie poleskim, w powiecie stolińskim.
Dawidgródek leży nad Horyniem.

## Historia
W 1523 roku król Zygmunt I Stary przekazał miejscowość we władanie królowej Bony, która znacznie rozwinęła gospodarczo swoje dobra. W tym też czasie zbudowano w mieście zamek, a do miasta zaczęła napływać ludność żydowska, która zbudowała tu dwie synagogi. Dawidgródek był również znaczącym ośrodkiem prawosławnym, siedzibą dekanatu należącego do eparchii turowsko-pińskiej. Najpóźniej w 1507 w miejscowości powstała parafia prawosławna św. Dymitra z cerkwią pod tym samym wezwaniem. Od 1586 roku miasto należało do Radziwiłłów. W 1624 roku Janusz Radziwiłł ufundował w mieście katolicki kościół pw. Bożego Ciała. Zamek został zniszczony przez moskiewskie wojska Dymitra Wołkońskiego w 1655 roku. Wkrótce odbudowany, dzielił się na Zamek Górny z domem mieszkalnym i świątynią oraz Zamek Dolny o przeznaczeniu gospodarczym. Obie części zamku były otoczone fosą łączącą się z rzeką Horyń.
Miasto magnackie położone było w końcu XVIII wieku w Księstwie Dawidgródzkim w powiecie pińskim województwa brzeskolitewskiego.
W 1707 roku miasto zostało zniszczone przez wojska szwedzkie. W 1793 roku w wyniku II rozbioru Polski miasto weszło w skład Rosji. Zamek został rozebrany w XIX wieku, a nową siedzibę zarządców dóbr Radziwiłłów zbudowano od strony południowej Dawidgródka, na lewym brzegu rzeczki Nieprawdy. Administracja dóbr w 1904 roku przeniosła się do Mankiewicz pod Stolinem po wybudowaniu nowej rezydencji. Pod koniec XIX wieku w mieście żyło około półtora tysiąca katolików.
Po odzyskaniu niepodległości i wojnie polsko-bolszewickiej miasteczko znajdowało się w składzie II Rzeczypospolitej. Leżało zaledwie 30 km od polskiej granicy z ZSRR. W okresie międzywojennym na terenie ordynacji dawidgródeckiej książąt Radziwiłłów z Mankiewicz organizowano największe w Polsce i ówczesnej Europie polowania na dziki z zastosowaniem tzw. czerty (forma nagonki z udziałem 800-1000 naganiaczy). Podczas pamiętnych łowów w 1931 roku ten sposób polowania dał pokot 72 dzików. Do 17 września 1939 miasto znajdowało się w ówczesnym pow. stolińskim w dawnym województwie poleskim i stanowiło garnizon macierzysty batalionu KOP „Dawidgródek”.

Widoki Dawidgródka z czasów II Rzeczypospolitej:
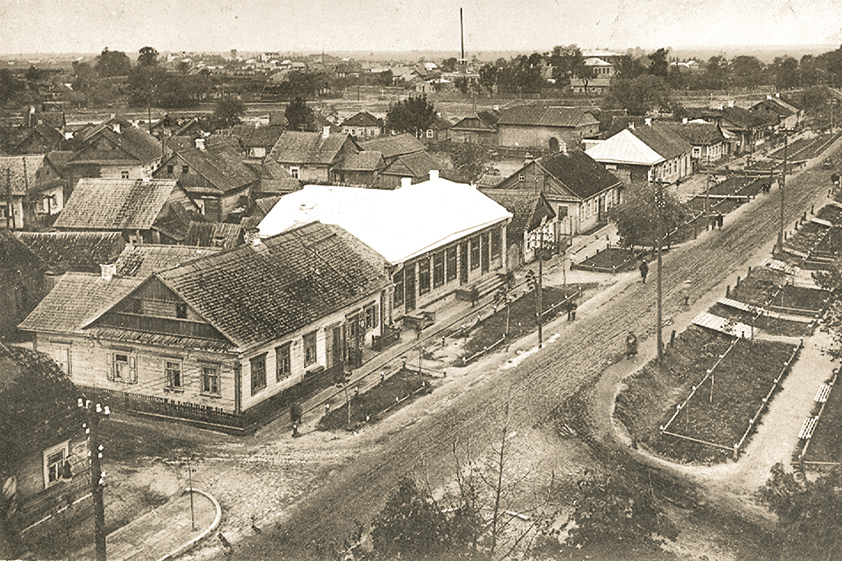
Widok ogólny
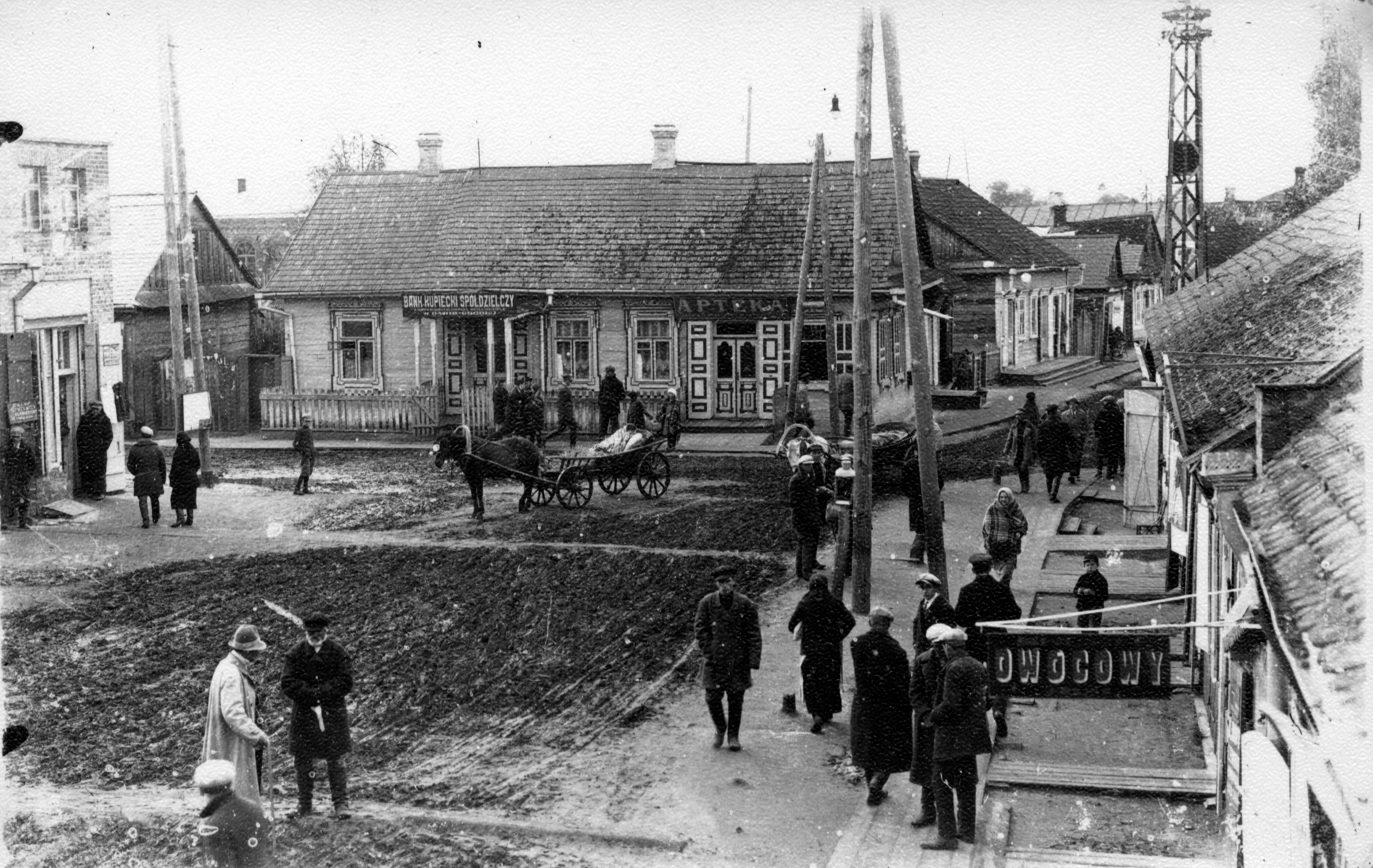
Rynek
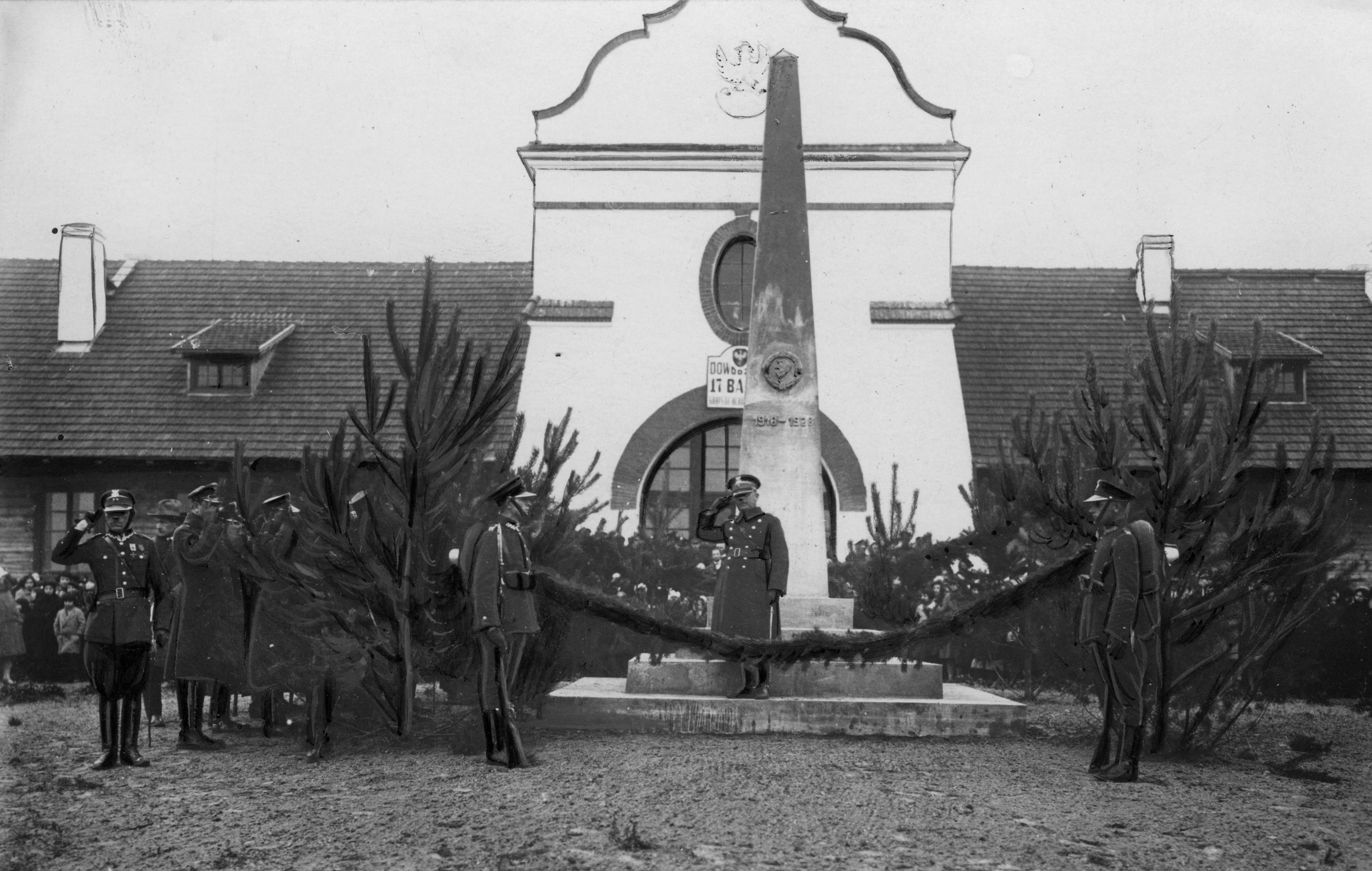
Koszary Wojska Polskiego
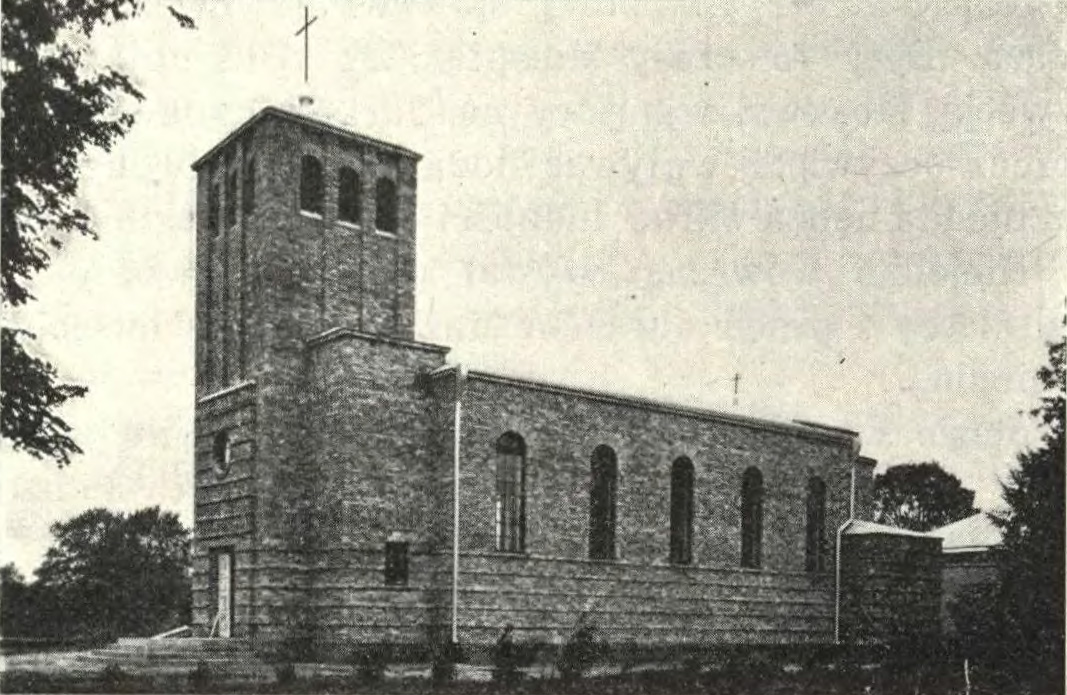
Kościół Bożego Ciała
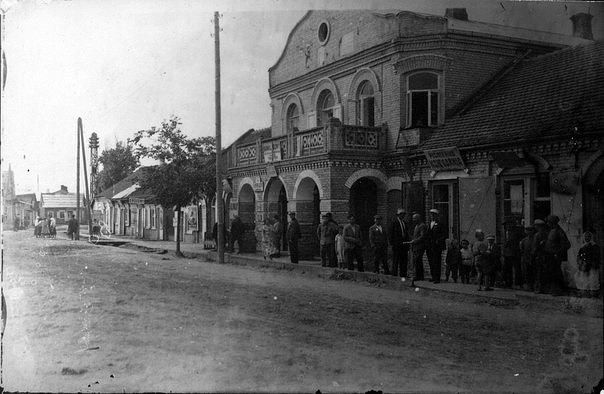
Ulica Olszańska

Po 17 września 1939 pod okupacją sowiecką, a od 1941 do 1944 niemiecką. W 1941 roku Niemcy wywieźli z miasta, a następnie zamordowali prawie wszystkich miejscowych Żydów. Podczas okupacji hitlerowskiej, na początku 1942 roku Niemcy utworzyli getto dla żydowskich mieszkańców (głównie kobiet i dzieci). Przebywało w nim około 1500 osób. 10 września 1942 roku Niemcy zlikwidowali getto, a Żydów zamordowali k. wsi Olszany. W 1944 roku miejscowość została zagarnięta ponownie przez Armię Czerwoną. Anektowana przez Sowietów i włączona do Białoruskiej SRR.

## Zabytki

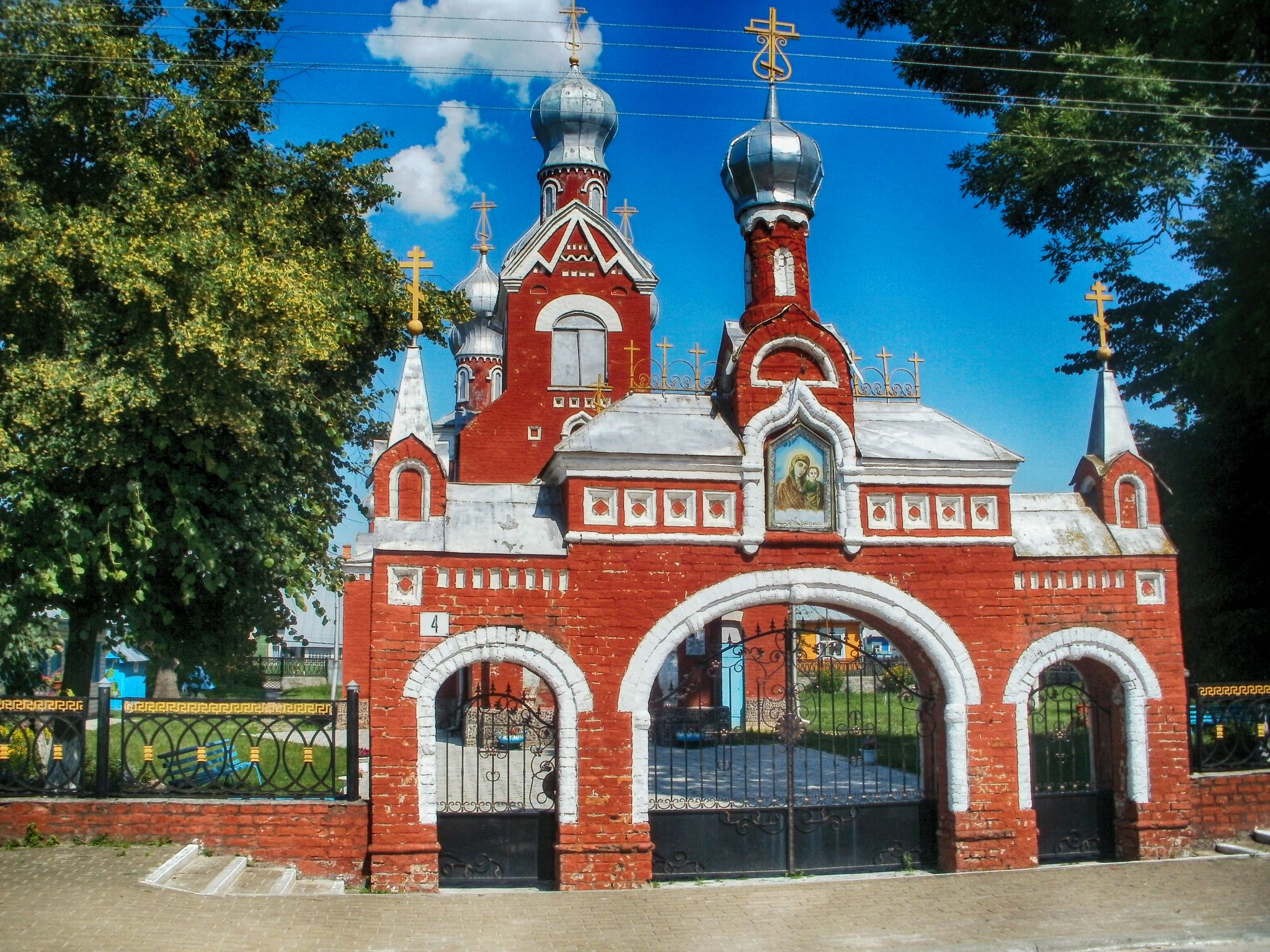
Cerkiew Kazańskiej Ikony Matki Bożej

- Cerkiew prawosławna św. Jerzego z 1724 roku. Drewniana z cennym barokowym ikonostasem z 1751, jedna z najstarszych na Polesiu. Po II wojnie światowej zamknięta, oddana wiernym w 1990 roku.
- Cerkiew Kazańskiej Ikony Matki Bożej z 1913 roku w stylu moskiewskim.
- Kościół katolicki z 1 poł. XX wieku
- Budynek dowództwa Korpusu Ochrony Pogranicza w Dawidgródku
- Wzgórze zamkowe z pozostałościami wałów i fos.